# Igor Krawcow
Igor Krawcow (ros. Игор Кравцов, ur. 21 grudnia 1973 w Czelabińsku) – rosyjski wioślarz.

## Osiągnięcia
- Igrzyska Olimpijskie – Atlanta 1996 – czwórka podwójna – 8. miejsce[1].
- Mistrzostwa Świata – Aiguebelette-le-Lac 1997 – czwórka podwójna – 8. miejsce[1].
- Mistrzostwa Świata – Lucerna 2001 – czwórka podwójna – 8. miejsce[1].
- Mistrzostwa Świata – Sewilla 2002 – czwórka podwójna – 5. miejsce[1].
- Mistrzostwa Świata – Mediolan 2003 – czwórka podwójna – 5. miejsce[1].
- Igrzyska Olimpijskie – Ateny 2004 – czwórka podwójna – 1. miejsce[1].
- Mistrzostwa Świata – Gifu 2005 – czwórka podwójna – 8. miejsce[1].
- Mistrzostwa Europy – Poznań 2007 – jedynka – 13. miejsce[1].